# Xã Candor, Quận Otter Tail, Minnesota
Xã Candor (tiếng Anh: Candor Township) là một xã thuộc quận Otter Tail, tiểu bang Minnesota, Hoa Kỳ. Năm 2010, dân số của xã này là 561 người.